# Sceliages difficilis
Sceliages difficilis là một loài bọ cánh cứng trong họ Bọ hung (Scarabaeidae).